# Pfeil farkasfalka
A Pfeil farkasfalka a Kriegsmarine tengeralattjárókból álló második világháborús támadóegysége volt, amely összehangoltan tevékenykedett 1942. szeptember 12. és 1942. szeptember 22. között az Atlanti-óceán északi részének közepén Nagy-Britanniától nyugatra. A Pfeil (Nyíl) farkasfalka tizenegy búvárhajóból állt, a küldetés során egy hajót sem süllyesztett el.

## A farkasfalka tengeralattjárói
| A hajó száma | Parancsnoka              | Részvétel kezdete    | Részvétel vége       |
| ------------ | ------------------------ | -------------------- | -------------------- |
| U–216        | Karl-Otto Schultz        | 1942. szeptember 15. | 1942. szeptember 22. |
| U–221        | Hans-Hartwig Trojer      | 1942. szeptember 12. | 1942. szeptember 22. |
| U–258        | Wilhelm von Mässenhausen | 1942. szeptember 12. | 1942. szeptember 22. |
| U–356        | Georg Wallas             | 1942. szeptember 12. | 1942. szeptember 22. |
| U–440        | Hans Geissler            | 1942. szeptember 12. | 1942. szeptember 14. |
| U–595        | Jürgen Quaet-Faslem      | 1942. szeptember 12. | 1942. szeptember 22. |
| U–607        | Ernst Mengersen          | 1942. szeptember 12. | 1942. szeptember 22. |
| U–615        | Ralph Kapitzky           | 1942. szeptember 12. | 1942. szeptember 22. |
| U–617        | Albrecht Brandi          | 1942. szeptember 12. | 1942. szeptember 22. |
| U–618        | Kurt Baberg              | 1942. szeptember 12. | 1942. szeptember 22. |
| U–661        | Erich von Lilienfeld     | 1942. szeptember 12. | 1942. szeptember 22. |